# Havránok

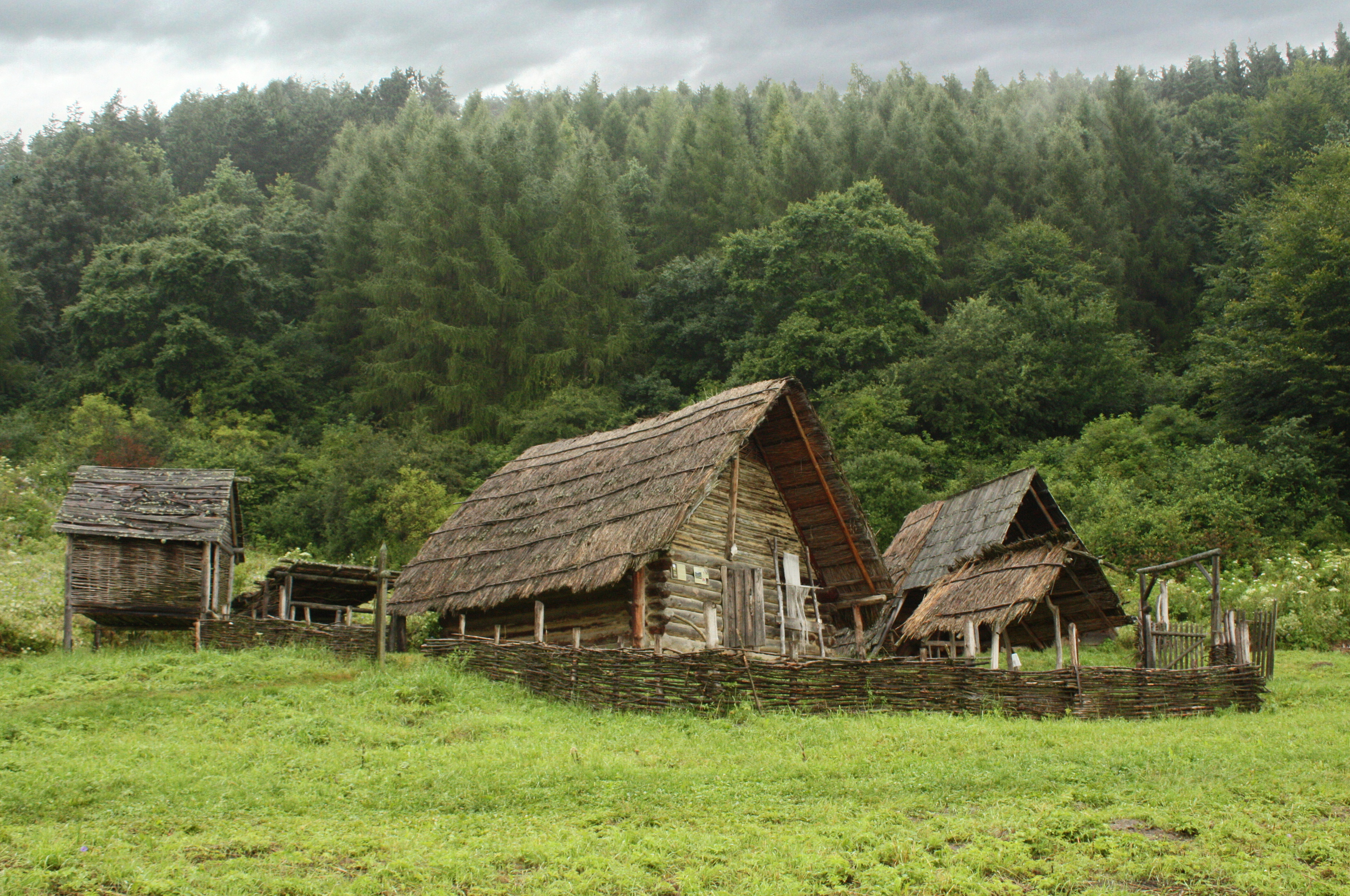
Der rekonstruierte Hof in Archeoskanzen Havránok

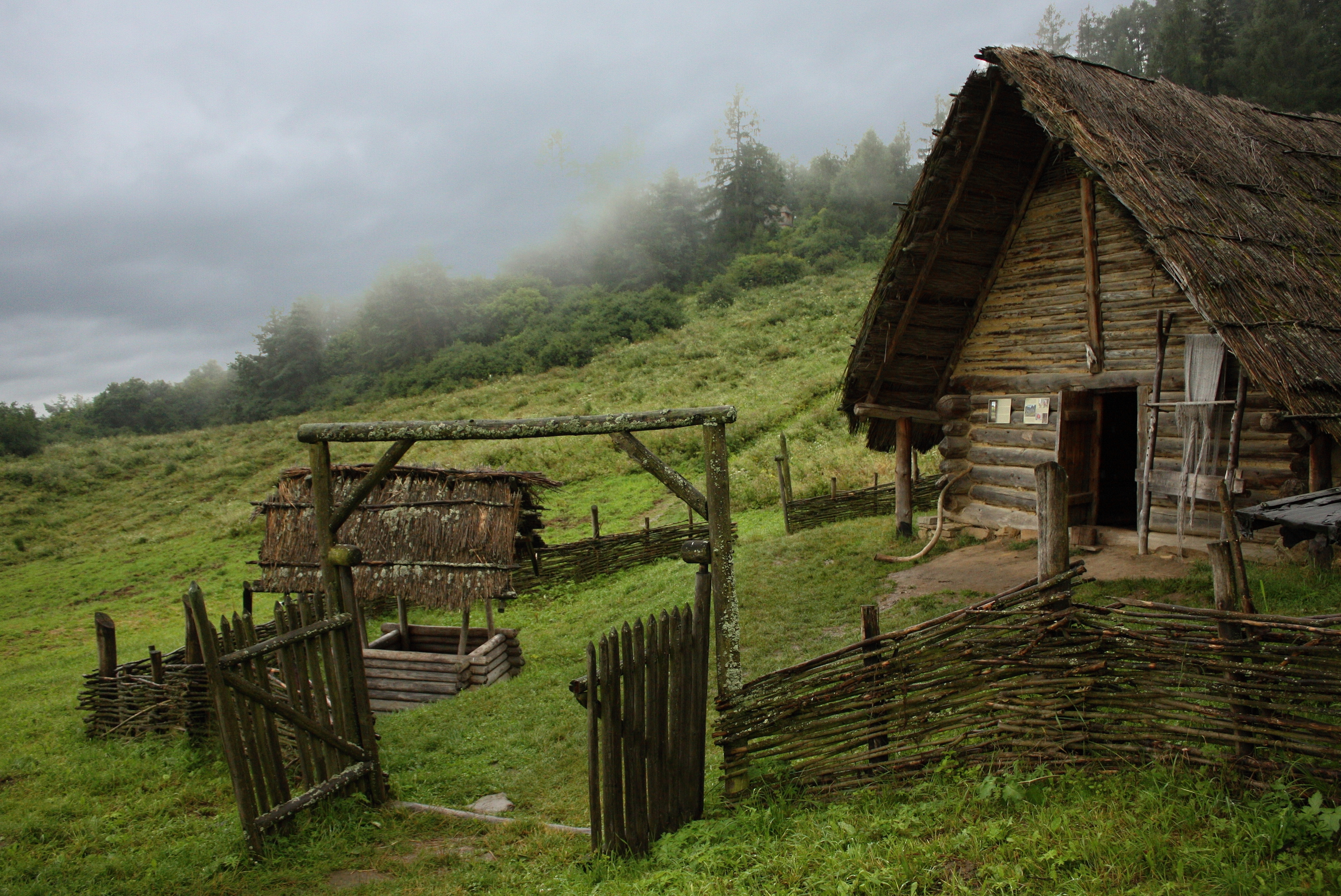
Detail des Havránok-Hofes

Das Archeoskanzen Havránok (vollständiger Name Archäologisches Freilichtmuseum NKD Liptovská Mara – Havránok) oberhalb des Liptauer Stausees im Norden der Slowakei befindet sich ungefähr zwei Kilometer südlich des Dorfes Bobrovník im Okres Liptovský Mikuláš.
Bei mit der Anlage des Liptovská-Mara-Stausees in den 1960er-Jahren erfolgenden systematischen archäologischen Forschungen machte man bedeutende eisenzeitliche (300–100 v. Chr.) Funde.
Es wurden eine befestigte Siedlung des keltischen Stamms der Cotini mit einem Druiden-Heiligtum und sechs kleineren Dörfern in seiner Nähe entdeckt.
Die ursprüngliche einheimische Bevölkerung besiedelte Havránok bereits im 4. Jahrhundert v. Chr. und durch ihre Verschmelzung mit keltischen Stämmen entstand die eigenartige  Puchauer Kultur. Man entdeckte einen Opferaltar mit Opferschacht, Steinwege mit Säulengang und keltische Nachahmungen antiker Münzen.
Die unterbrechungsfreie Siedlung auf dem Havránok dauerte bis ins 2. Jahrhundert n. Chr. Es wurden hier auch Spuren von germanischen Siedlern entdeckt und später auch die Anwesenheit der Slawen.
Um das 12. Jahrhundert n. Chr. wurde auf der Spitze des Hügels eine feudale Burg mit Befestigungsanlagen aus Holz gebaut.
Einige Gebäude – das Druiden-Heiligtum, Öfen, die Brücke, Teile der Befestigungsanlage, Wohntürme sowie der Hof – und verschiedene Gegenstände wurden teilweise restauriert und sind heutzutage Bestandteil des archäologischen Freilichtmuseums.
Im Jahre 1967 erklärte man das Freilichtmuseum Havránok zu einem nationalen Kulturdenkmal, und es ist nun in der Verwaltung des Liptauer Museums in Ružomberok.